# Rode patrijs
De rode patrijs (Alectoris rufa) is een vogel uit de familie van de fazanten (Phasianidae).

## Kenmerken
De rode patrijs is 32 tot 35 cm lang. Alle steenpatrijzen lijken sterk op elkaar. De rode patrijs onderscheidt zich van de andere soorten (hoewel de verspreidingsgebieden niet overlappen) door een kleine witte keelvlek met een grove zwarte omranding. Verder heeft deze steenpatrijs een zwarte oogstreep, een witte wenkbrauwstreep en daarboven een grijze kruin.

## Verspreiding en leefgebied
Er worden drie ondersoorten onderscheiden:
- A. r. rufa (Frankrijk (Corsica), Noord-Italië)
- A. r. hispanica (het noordwesten van het Iberisch Schiereiland)
- A. r. intercedens (het oosten en zuiden van het Iberisch Schiereiland)

Verwilderde populaties, die door uitzetting zijn ontstaan, lopen rond in het zuiden van Groot-Brittannië, Ierland, Griekenland, Algerije en Nieuw-Zeeland.
De vogel komt voornamelijk voor in laagland zoals akkers, weidegronden, heiden, braakliggende stenige terreinen, kuststroken en soms ook in berggebieden boven de boomgrens.

### Voorkomen in de Lage Landen
In België en Nederland zijn in de jaren 1960 ook pogingen gedaan de vogel uit te zetten in het wild. Maar in de 21ste eeuw zijn deze vogels van het toneel verdwenen.

## Status
De grootte van de populatie wordt geschat op 9,9-13,7 miljoen volwassen individuen. De aantallen gaan achteruit. Echter, het tempo ligt onder de 30% in tien jaar (minder dan 3,5% per jaar). Om deze redenen staat de rode patrijs als niet bedreigd op de Rode Lijst van de IUCN.